# Park Rapids
Park Rapids ist eine Kleinstadt (mit dem Status „City“) und Verwaltungssitz des Hubbard County im US-amerikanischen Bundesstaat Minnesota. Das U.S. Census Bureau hat bei der Volkszählung 2020 eine Einwohnerzahl von 4.142 ermittelt.

## Geografie
Park Rapids liegt in einer seenreichen Landschaft im mittleren Norden Minnesotas auf 46°55′20″ nördlicher Breite und 95°03′31″ westlicher Länge. Die Stadt erstreckt sich über 17,64 km², die sich auf 17,07 km² Land- und 0,57 km² Wasserfläche verteilen.
Benachbarte Orte von Park Rapids sind Lake George (35,5 km nördlich), Nevis (19 km ostnordöstlich), Menahga (19,8 km südlich) und Osage (15,2 km westlich).
Die nächstgelegenen größeren Städte sind Fargo in North Dakota (136 km westlich), Winnipeg in Kanada (416 km nordnordwestlich), Duluth am Oberen See (254 km östlich) und Minneapolis (303 km südöstlich).
Die Grenze zu Kanada befindet sich 250 km nördlich.

## Verkehr
Im Zentrum von Park Rapids kreuzt der in Nord-Süd-Richtung verlaufende U.S. Highway 71 die Minnesota State Route 34. Alle weiteren Straßen sind untergeordnete und teils unbefestigte Fahrwege sowie innerörtliche Verbindungsstraßen.
Im südwestlichen Stadtgebiet befindet sich mit dem Park Rapids Municipal-Konshok Field Airport ein kleiner Regionalflughafen. Die nächsten Großflughäfen sind der Hector International Airport in Fargo (146 km westlich), der Winnipeg James Armstrong Richardson International Airport (423 km nordnordwestlich) und der Minneapolis-Saint Paul International Airport (326 km südöstlich).

## Demografische Daten
Nach der Volkszählung im Jahr 2010 lebten in Park Rapids 3709 Menschen in 1772 Haushalten. Die Bevölkerungsdichte betrug 217,3 Einwohner pro Quadratkilometer. In den 1772 Haushalten lebten statistisch je 2,03 Personen.
Ethnisch betrachtet setzte sich die Bevölkerung zusammen aus 94,1 Prozent Weißen, 0,4 Prozent Afroamerikanern, 2,3 Prozent amerikanischen Ureinwohnern, 0,1 Prozent Asiaten sowie 1,2 Prozent aus anderen ethnischen Gruppen; 1,9 Prozent stammten von zwei oder mehr Ethnien ab. Unabhängig von der ethnischen Zugehörigkeit waren 3,7 Prozent der Bevölkerung spanischer oder lateinamerikanischer Abstammung.
22,1 Prozent der Bevölkerung waren unter 18 Jahre alt, 53,0 Prozent waren zwischen 18 und 64 und 24,9 Prozent waren 65 Jahre oder älter. 53,7 Prozent der Bevölkerung war weiblich.
Das mittlere jährliche Einkommen eines Haushalts lag bei 30.045 USD. Das Pro-Kopf-Einkommen betrug 21.958 USD. 19,4 Prozent der Einwohner lebten unterhalb der Armutsgrenze.

## Söhne und Töchter der Stadt
- Aaron Pike (* 1986), Para-Sportler